# Болтово (Псковская область)
Болтово — деревня в Великолукском районе Псковской области России. Входит в состав сельского поселения «Пореченская волость».
Расположена на юге волости (юго-западнее озера Одгаст), в 45 км к югу от райцентра Великие Луки и в 5 км к югу от волостного центра Поречье.

## Население
Численность населения деревни составляет на 2000 год 1 житель, на 2010 год — постоянное население отсутствовало.

## История
Поселение ранее называлось погост Знахлицы. До 2005 года деревня входила в состав ныне упразднённой Урицкой волости.